# 谷口清八
谷口 清八（たにぐち せいはち、1845年7月16日（弘化2年6月12日） - 1911年（明治44年）8月8日）は、日本の鋳物師、実業家。幼名は敬次郎。東谷口家11代目当主谷口清左衛門。俗称、鉄管王。

## 生涯
1845年（弘化2年）、 佐賀藩藩主鍋島家に、代々仕えてきた鋳物師谷口家の10代目当主（東谷口）の長男として、長瀬町に生まれる。幼名は敬次郎、1872年（明治4年）に11代目当主清左衛門を清八と改める。
先代と共に、反射炉の築城や鉄製大砲鋳造に尽力した後、1883年（明治16年）、谷口鉄工場を設立。1892年（明治25年）、鋳鉄管製造に成功、外国製品よりも品質がよいと評価され、「鉄管王」と称せられた。事業は、九州の石炭産業と共に、大きく発展し、佐賀で一番、西日本でも有数の製造工場となっていった。
1909年（明治42年）12月29日、功績が認められ、緑綬褒章が授与された。1910年（明治43年）9月には、九州電気会社の設立者の一人となり、1911年（明治44年）、66歳で死去した。

## 谷口家

### 由来
筑紫広門の子もしくは、弟といわれる筑紫紆介治門（春門または、晴門）は、1586年（天正14年）沖田畷の戦いで、龍造寺隆信を討ち取った川上忠堅に一騎打ちを申し出、相打ちで死亡した。その功で、龍造寺政家から龍の一字を与えられる。治門の幼子・龍清左衛門尉長光は豊後国谷口邑の鍛冶の家で養育され、武器などを鋳造する技術を身につけた。そして、筑前芦屋から筑後瀬高へと居を移し、腕を磨いていく。
1591年（天正19年）、佐賀藩の藩祖、鍋島直茂が六座町に独占的な商人の集団、鉄砲座・金銀座・木工座・硝煙座・縫工座・穀物座を設ける。
1629年（寛永6年）、藩主鍋島勝茂に招かれて、龍清左衛門尉長光は佐賀六反田村へ移り住み、谷口と改名した。1637年（寛永14年）、島原の乱の際に銅製大砲を鋳造して以来、長崎警備を中心に数多くの大砲を製造した。谷口家が提供したのは、大砲鋳造のノウハウと伝統的なたたら製鉄の技術だった。
1656年（明暦2年）、藩の命令で、刀鍛冶の肥前国忠吉の橋本家とともに長瀬町に移り住む。佐賀藩は、両家を手明鑓（てあきやり）という、足軽より上位の士分格に処遇した。古くから大砲鋳造に携わってきた谷口家は、鋳物師の取りまとめ役となった。
1850年（嘉永3年）、反射炉が築造された際、日本最初の鉄製大砲鋳造に力を尽くす。鋳造した大砲に穴を開ける為、水車の力を使った。大砲を製造する工場にはかなりの水量が流れる水路が不可欠で、成富兵庫茂安が整備した水路が一役買うこととなった。

### 一族
- 谷口清左衛門尉長光：1584年（天正12年）〜1666年（寛文6年）。治門の子。谷口清太郎所蔵の冶工家系図によると、治門を初代としている為、2代目当主となっている。
- 谷口相右衛門尉長久：1694年（元禄7年）没。初代清左衛門の子で、3代目当主。

#### 西谷口家
- 谷口安左衛門尉兼清：4代目当主。1718年（享保3年）没。4代目以降は、西谷口家と東谷口家に分かれる。
- 谷口安左衛門尉清次：5代目当主。1761年（宝暦11年）没。
- 谷口安左衛門尉兼品：6代目当主。1775年（安永4年）没。
- 谷口弥右衛門尉家良：7代目当主。1794年（寛政6年）没。
- 谷口弥右衛門尉敏真：8代目当主。1844年（天保15年）没。
- 谷口安左衛門家良：9代目当主。1831年（天保2年）没。
- 谷口弥右衛門利安：10代目当主。1894年（明治24年）没。御鋳立方（大砲製造所）七賢人の一人。反射炉築造に当たり、鉄製大砲の製造に東谷口家も参画したという。
- 谷口安徳：11代目当主。1933年（昭和8年）没。
- 谷口清次：12代目当主。1948年（昭和23年）没。
- 谷口清太郎：13代目当主。

#### 東谷口家
- 谷口吉三郎：4代目当主。1752年（宝暦2年）没。
- 谷口清左衛門：5代目当主。1760年（宝暦10年）没。
- 谷口清左衛門：6代目当主。1791年（寛政3年）没。
- 谷口清左衛門：7代目当主。1813年（文化10年）没。
- 谷口清左衛門廣峯：8代目当主。1838年（天保9年）没。
- 谷口清左衛門清次：10代目当主。1873年（明治6年）没。
- 谷口かよ：清八の妻。
- 谷口源一郎：12代目当主。清八の息子。1917年（大正6年）6月没。緑綬褒章授与の話が来たが、病床の父に功を譲る。新しもの好きで、自転車や自動車を所有し、工場と本宅の間に電燈、電話、水道を私設した。先代の死後、清八を襲名。
- 谷口もと：源一郎の妻。
- 成冨たけ：清八の長女。成富兵庫茂安の末裔で、成冨喜三郎と結婚。結婚後、喜三郎は、工場の会計責任者となる。
- 谷口亮一：13代目当主。1968年（昭和43年）没。源一郎の長男。東京高等工業学校在学中に、家督を相続、清八を襲名する。1920年（大正9年）に帰郷、正式に工場の経営を継ぐ。
- 谷口健八：源一郎の四男。三菱重工業常務取締役、三菱原子力工業顧問、日本ビソー顧問を歴任。
- 谷口正博：14代目当主。

※清八は、『肥前様式論叢』によると10代目となっているが、東谷口家は多くの資料を焼失している為、ここでは『谷口家由来』を元に11代目とする。

### 菩提寺
谷口家の菩提寺・日蓮宗光長山泰教寺は、佐賀県佐賀市長瀬町にある。開山は、1650年（慶安3年）、松尾山光勝寺第20世尊重院日潤上人による。開基檀越は、谷口清左衛門尉長光で、家敷地を寄進、松尾山光勝寺の佐賀布教所として開かれた。
日蓮聖人銅像が完成した際は、泰教寺が建立現場事務所となり、全国から沢山の僧侶や檀信徒が集い、無事完成を願い昼夜を問わずお経が唱えられた。そして、工場から何台もの大八車に分けて銅像を乗せ、泰教寺第27世日宏上人の先導の元、大行列で団扇太鼓を打ち鳴らし、福岡市の東公園に建立された。銅像の建設諸経費は赤字で、谷口家が負担したという。
1911年（明治44年）、谷口源一郎が本堂建立を発起し、仏具一式と共に奉納した。

## 谷口鉄工場（谷口鉄工所）

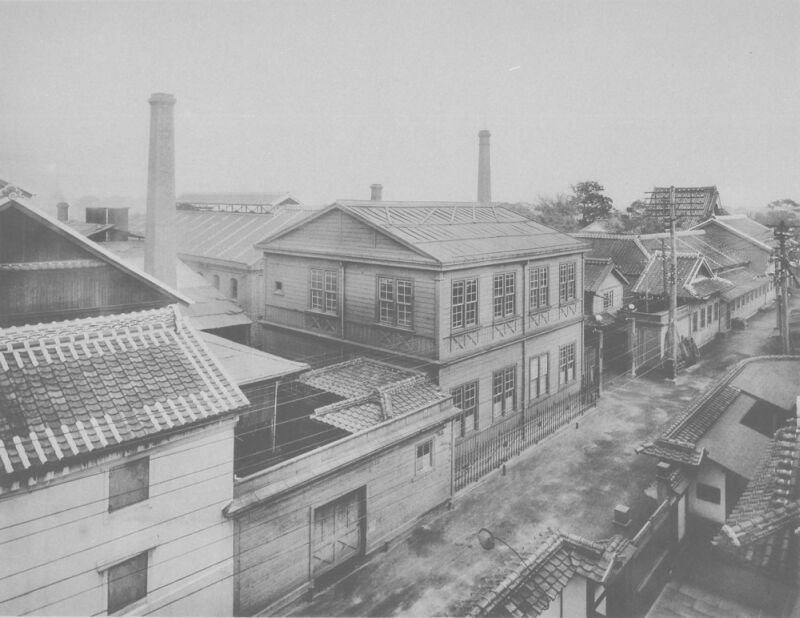
明治39年撮影

谷口清八は、1883年（明治16年）5月、長瀬町に谷口鉄工場を設立し、鉱山用機械の製作を始める。明治20年代に入ると、佐賀県内の石炭業が活況を呈し、石炭採掘も盛大になり、この為鉱用ポンプ、諸機械の需要が増加した。諸機械の製造を始め、鉱山用機械や鋳鉄管などの製造に着手。 蒸気ポンプが導入され、石炭の採掘が多地域に進展、蒸気ポンプで汲み出された水の排水用に排水管を供給し、九州の石炭産業とともに、工場経営を拡大していった。
1897年（明治30年）の佐賀県の統計書によると、当時の従業員は58人。石炭産業の興隆に伴い、工場への需要が増え、1898年（明治31年）に、工場の拡張を行い、設備も改善して製造能力を高めた。
明治40年代になると、蒸気機鑵、水道鋳鉄管、軍用鉄器などを製作する。1910年（明治43年）3月に開催された第13回九州沖縄八県連合共進会に出品した製品が一等賞金牌を受賞。この当時、工場敷地2100坪、従業員400人以上、販売経路は朝鮮や台湾に及んだ。
日露戦争時には砲弾の製造も行い、砲弾の利益は全て日本赤十字社に献納した。1914年（大正3年）には、従業員457人、蒸気機関1台、電気動力機4台を装備。同年、三度の増築を行い、翌年には、仕上げ工場351坪、1917年（大正6年）春には、約120坪の第三鋳物工場、1918年（大正7年）春には、約130坪、1919年（大正8年）4月には、300坪の工場を増築した。1920年（大正9年）には、従業員681人、長瀬町にある本工場をさらに増築し、敷地6000坪余りに、神野に5000坪余りの分工場を置くまでに至った。谷口家の子孫の方の話によると、当時の従業員は、非正規社員を含めると、最大で3000人近くまでになったという。
しかし、戦後恐慌により、大量に買いこんでいた鋳物用の印度銑鉄の大暴落と製品の大値下がりによる大損失が生じる。1926年（大正15年）、業績が悪化した主要取引先の古賀銀行が休業。さらに、その後の昭和金融恐慌及び鉄工業界の不況で、経営不振となり、1929年（昭和4年）工場を閉鎖した。
明治天皇、大正天皇、大隈重信が視察に来たという逸話が残る。
※一部の資料には、谷口鉄工所とあるが、公的資料等に、谷口鉄工場とあるので、鉄工所の表記は間違いと思われる。

## 代表・関連作
- 銅鳥居（かねのとりい） 〈英彦山神宮（福岡県添田町）〉 - 谷口清左衛門長光の制作。1637年（寛永14年）、佐賀藩主鍋島勝茂が、島原の乱の戦勝祈願成就に寄進したもの。「英彦山」の勅額は霊元天皇の宸筆という。一の鳥居。1939年（昭和14年）10月25日国の重要文化財に指定[1]。
- 銅造明神鳥居 〈大堂神社（佐賀県佐賀市）〉 - 1640年（寛永17年）の造立。高さ4.78メートル、笠木の長さ6.87メートル。島原の乱に出陣した小城藩初代藩主鍋島元茂が、戦勝祈願成就に寄進したもの。佐賀県指定有形文化財。
- 半鐘 〈円応寺（佐賀県武雄市）〉 - 1664年（寛文4年）、谷口相右衛門による鋳造。
- 梵鐘 〈円通寺（佐賀県多久市）〉 - 1675年（延宝3年）、銘に「冶工　谷口惣右衛門藤原長久」とある。
- 半鐘 〈福聚寺（佐賀県多久市）〉 - 1694年（元禄7年）銘。
- 半鐘 〈通玄院（佐賀県多久市）〉 - 1694年（元禄7年）銘。
- 半鐘 〈長生寺（佐賀県多久市）〉 - 1697年（元禄10年）銘。
- 殿鐘 〈明光寺（福岡県福岡市博多区）〉 - 1702年（元禄15年）、銘に「冶工肥前佐嘉住　谷口安左衛門鋳之」とある。有形文化財。
- 梵鐘 〈晧臺寺（長崎県長崎市）〉 - 1702年（元禄15年）、谷口安左衛門兼清により、改鋳された。有形文化財。
- 梵鐘 〈龍澤寺（佐賀県江北町）〉 - 1704年（宝永元年）、銘に「冶工　谷口吉三郎兼宅」とある。
- 殿鐘 〈東林寺（福岡県博多区）〉 - 1705年（宝永2年）、銘に「肥前佐嘉　冶工　谷口安左衛門」とある。有形文化財。
- 喚鐘 〈本興寺（福岡県博多区）〉 - 1705年（宝永2年）、銘に「肥前佐嘉　冶工　谷口安左衛門」とある。有形文化財。
- 菩薩形坐像（銅像） 〈福泉寺（佐賀県白石町）〉 - 1708年（宝永5年）、谷口吉三郎による鋳造。
- 梵鐘 〈遍照院（熊本県上天草市）〉 - 1709年（宝永6年）、谷口安左衛門による鋳造。有形文化財。
- 喚鐘 〈覚応寺（福岡県福岡市東区）〉 - 1714年（正徳4年）、銘に「肥前州佐嘉之住　冶工　谷口安左衛門兼清」とある。有形文化財。
- 梵鐘 〈蓮華寺（長崎県北松浦郡）〉 - 1714年（正徳4年）、谷口安左衛門兼清による鋳造。
- 梵鐘 〈潮音院（長崎県佐世保市）〉 - 1714年（正徳4年）、谷口安左衛門兼清による鋳造。
- 半鐘 〈覚円寺（佐賀県多久市）〉 - 1717年（享保2年）銘。
- 半鐘 〈瑞応寺（佐賀県多久市）〉 - 1719年（享保4年）銘。
- 半鐘 〈妙覚寺（佐賀県多久市）〉 - 1723年（享保8年）銘。
- 梵鐘 〈正善寺（佐賀県多久市）〉 - 1723年（享保8年）、銘に「冶工　肥前州佐嘉住　谷口安左衛門清次」とある。
- 梵鐘 〈真教寺（長崎県平戸市）〉 - 1724年（享保9年）、谷口安左衛門清次による鋳造。
- 半鐘 〈等覚寺（佐賀県多久市）〉 - 1774年（安永2年）銘。
- 梵鐘 〈洞禅寺（長崎県佐世保市）〉 - 1780年（安永9年）、谷口吉三郎尉兼次による鋳造。
- 半鐘 〈正蔵寺（佐賀県多久市）〉 - 1799年（寛政11年）銘。
- 地蔵菩薩立像（銅像） 〈慶誾寺（佐賀県佐賀市）〉 - 1801年（享和元年）、谷口弥右衛門による鋳造。
- 半鐘 〈松林（禅）寺（佐賀県神埼市）〉 - 1824年（文政7年）、谷口清左衛門廣峯による鋳造。
- 梵鐘 〈妙覚寺（佐賀県多久市）〉 - 1831年（天保2年）、銘に「冶工　谷口清左衛門広忠」とある。
- 鯱 〈佐賀城鯱の門（佐賀県佐賀市）〉 - 1838年（天保9年）に、藩主鍋島直正が本丸御殿の再建に着手し、佐賀城本丸の門として完成した。銘に「冶工谷口清左衛門」とある。鯱の門は国指定重要文化財。天保6年の火災に際して、鯱の門が焼け残ったと『野田家日記』に記載されている為、享保13年製の可能性がある。
- 手洗鉢 〈金刀比羅神社（佐賀県佐賀市）〉 - 1865年（慶応元年）、谷口弥右衛門敏致による鋳造。
- 青銅製燈籠 〈陶山神社（佐賀県有田町）〉 - 1884年（明治17年）制作。高さ2メートル。町指定有形文化財。祭礼の神事当番町を執り行った記念として、大樽町から陶山神社に奉納される。台座に「佐賀郡長瀬町 鋳師 谷口清八」と刻まれている。
- 日蓮聖人銅像 〈東公園（福岡県福岡市博多区）〉 - 1904年（明治37年）11月8日に除幕式が行われた。頭部と両手首は、岡崎雪聲の制作によるもの[2]。木型は、竹内久一の制作。像本体10.6m。有形文化財。
- 亀山上皇銅像 〈東公園（福岡県福岡市博多区）〉  - 1904年（明治37年）12月25日に除幕式が行われた。木型は、山崎朝雲の制作。現在、木型は筥崎宮に安置されている。元寇の際に、亀山上皇が｢我が身をもって国難に代わらん｣と伊勢神宮などに敵国降伏を祈願された故事を記念して､福岡県警務部長だった湯地丈雄等の尽力により建てられる。像本体4.8m。有形文化財。
- 鍋島閑叟公銅像（現存せず） 〈銅像園（佐賀県佐賀市）〉 - 1913年（大正2年）、生誕100周年を祝い、県外から寄付金を集め、佐賀城北御堀端に建てられる。1944年（昭和19年）、戦争の為、供出。

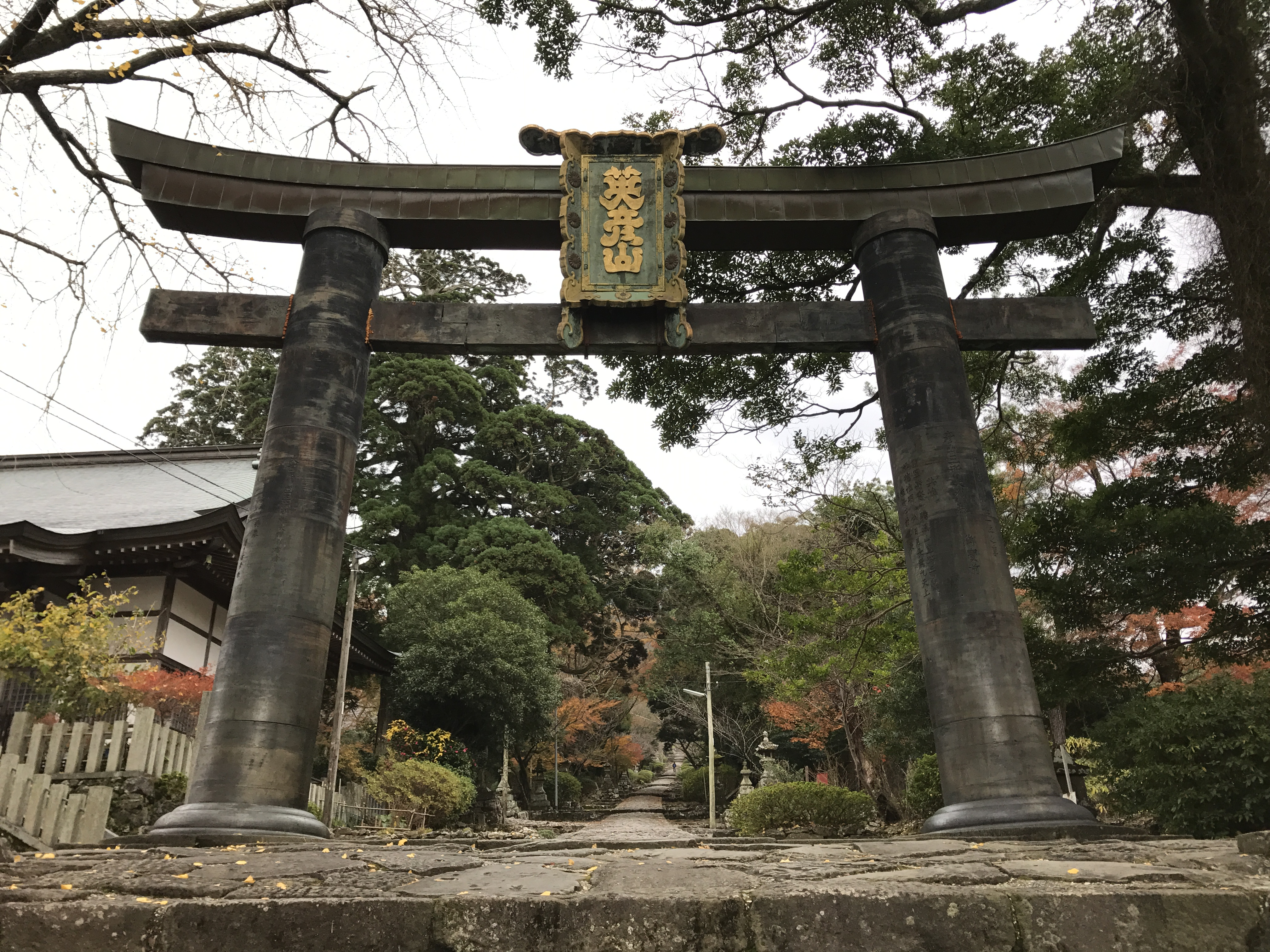
英彦山神宮銅鳥居
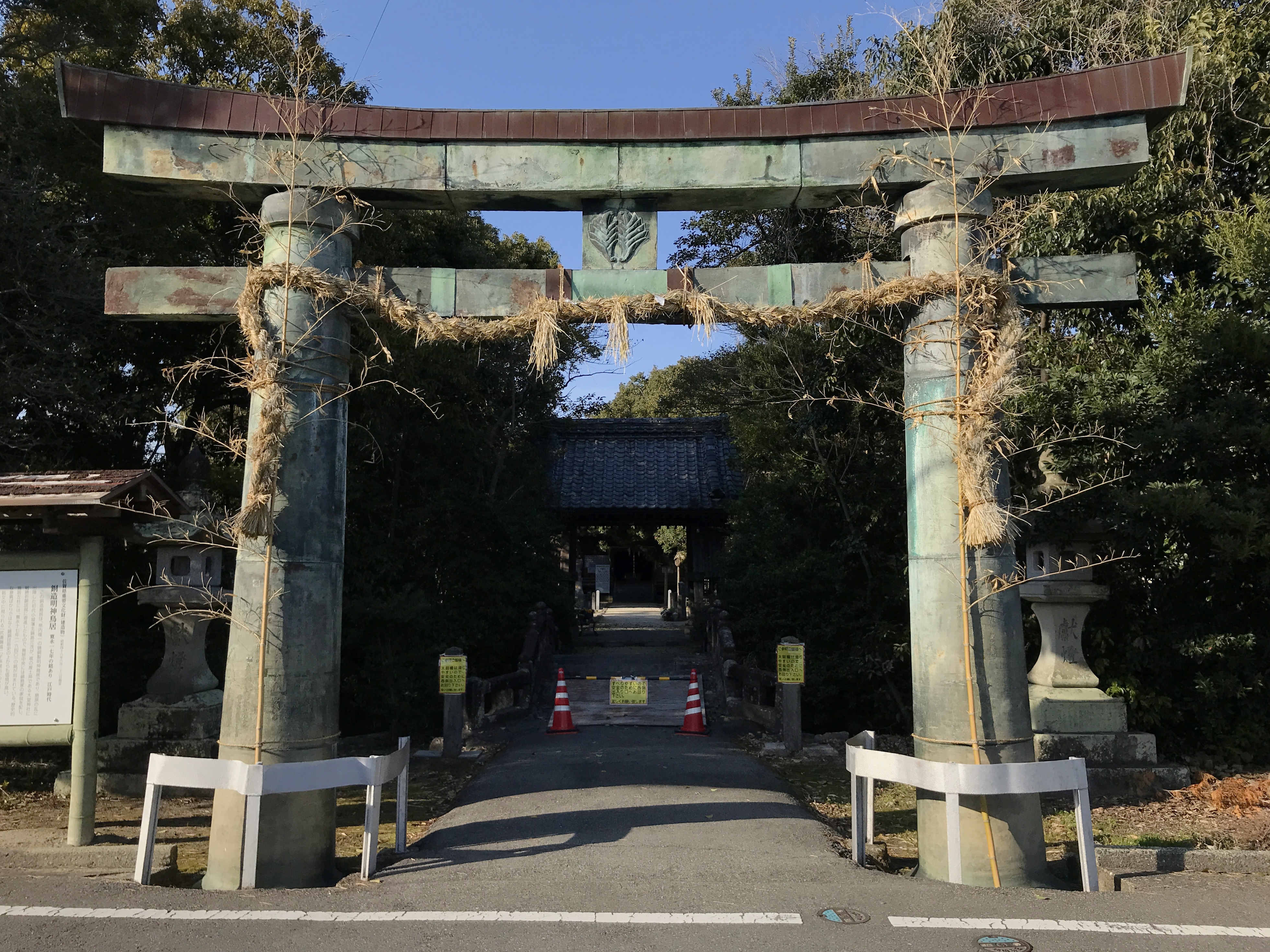
大堂神社の銅造明神鳥居
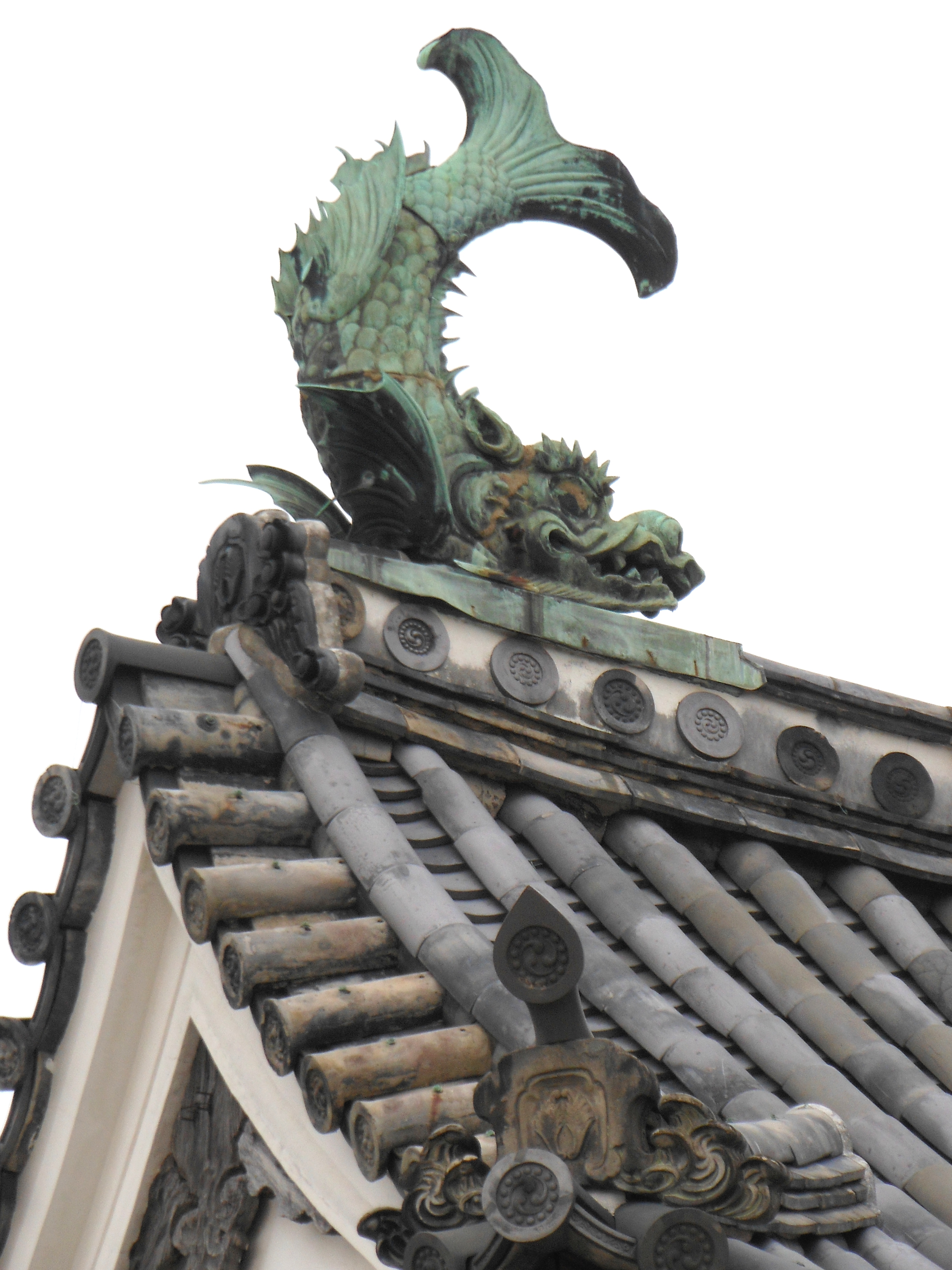
佐賀城鯱の門の南の鯱
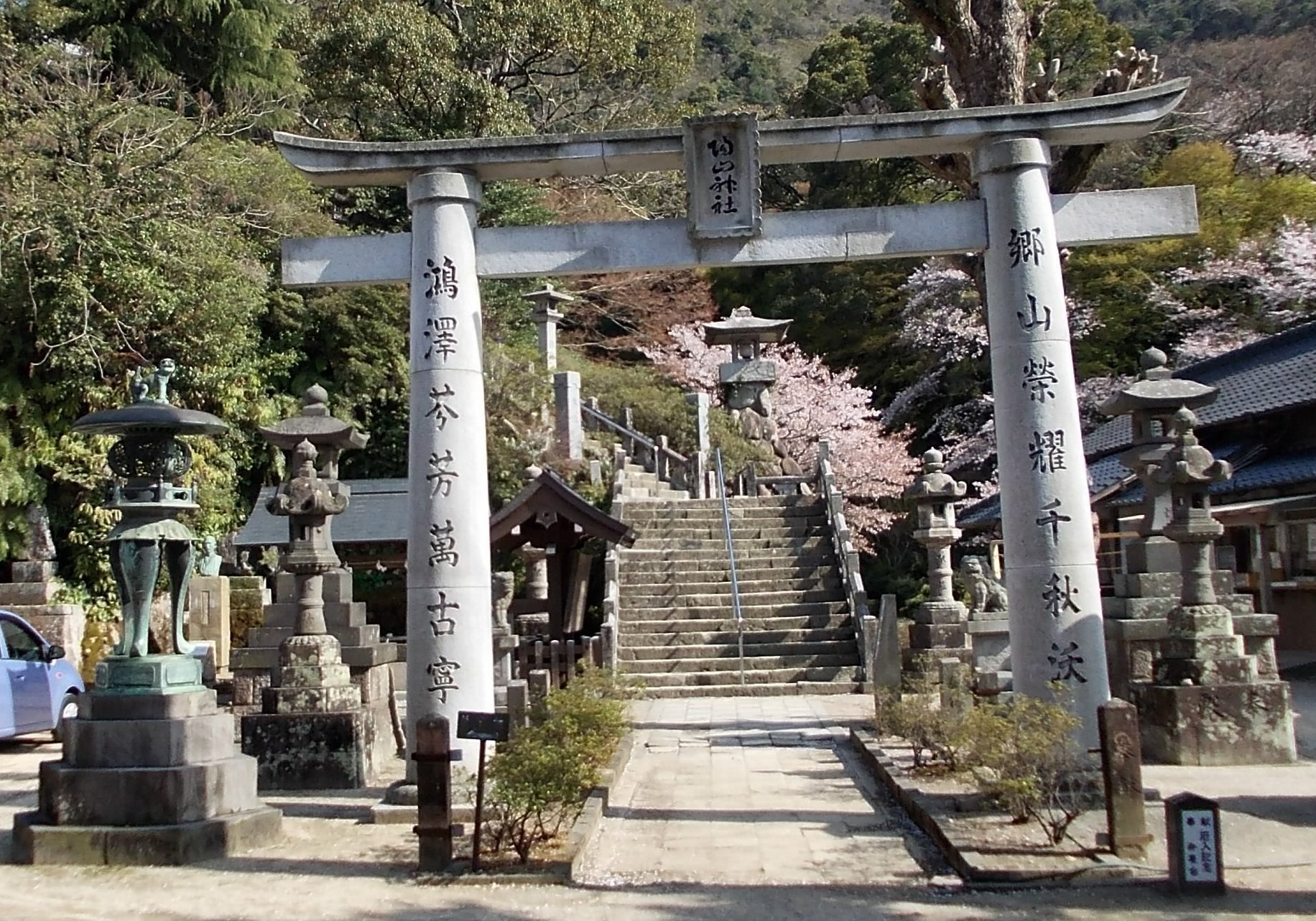
陶山神社二の鳥居のそばにある青銅製燈籠
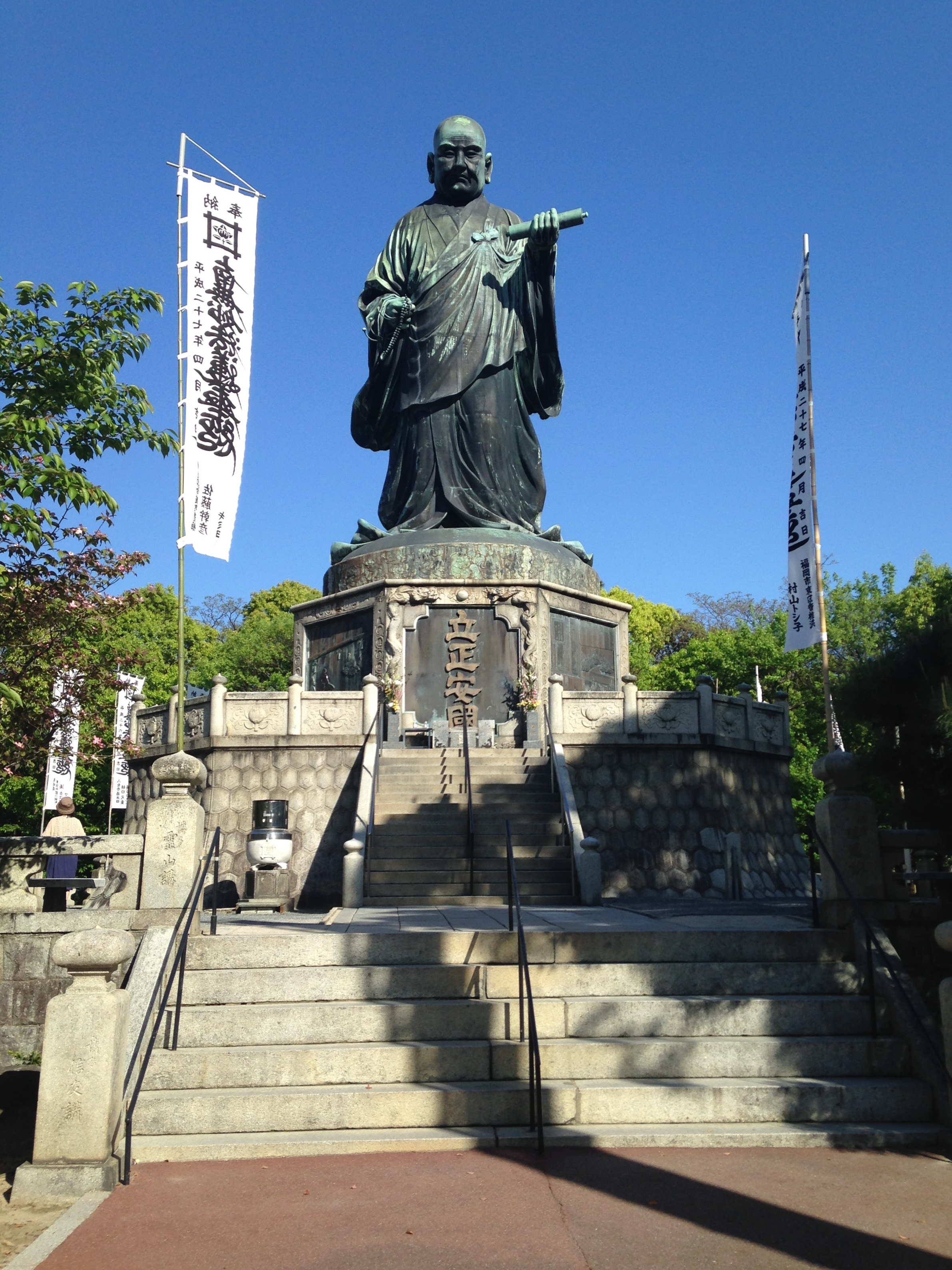
東公園の日蓮聖人銅像
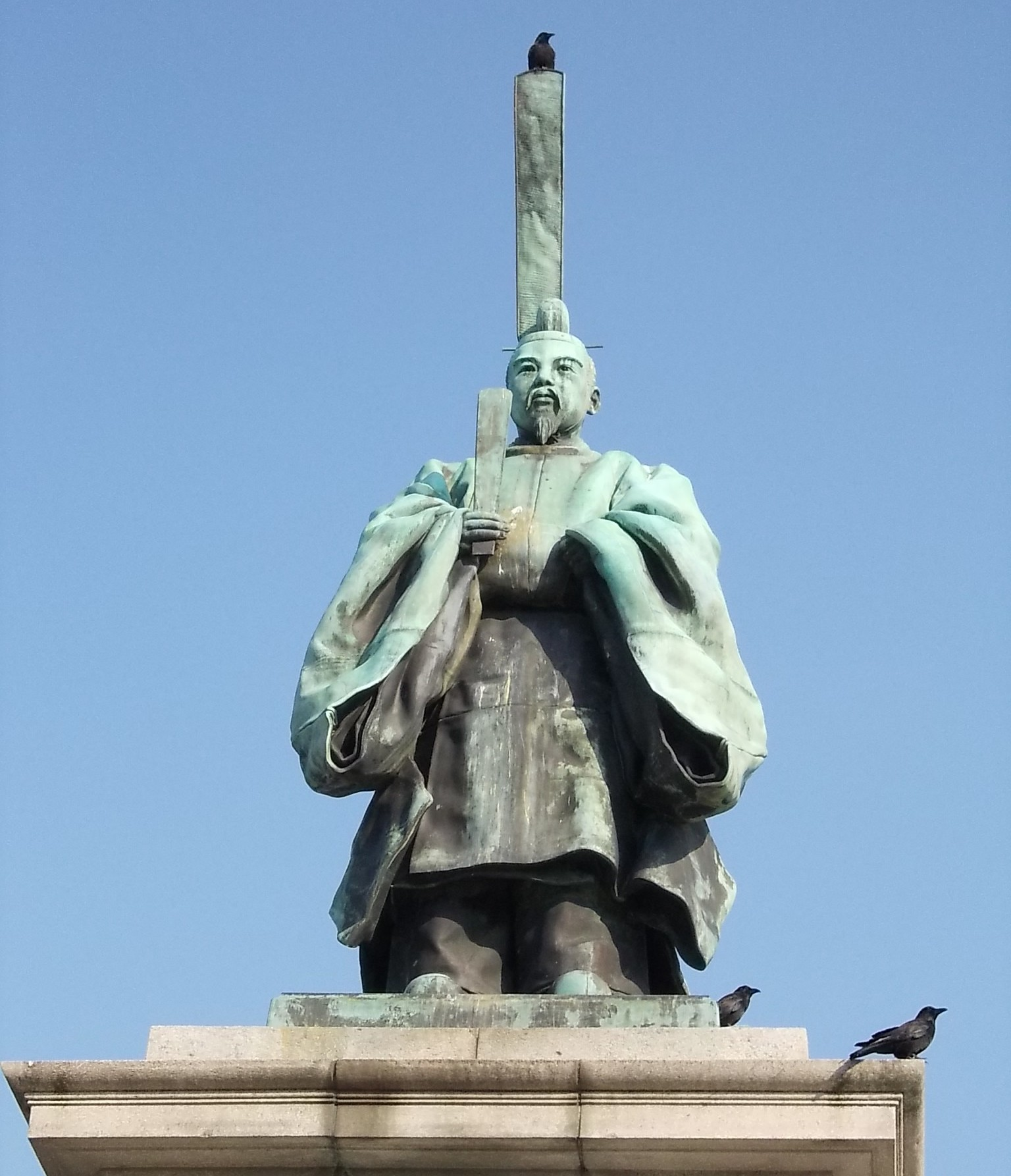
東公園の亀山上皇銅像